# Brusnik, Ivanjica
Brusnik (izvirno srbsko Брусник) je naselje v Srbiji, ki upravno spada pod Občino Ivanjica; slednja pa je del Moraviškega upravnega okraja.

## Demografija
V naselju, katerega izvirno (srbsko-cirilično) ime je Брусник, živi 367 polnoletnih prebivalcev, pri čemer je njihova povprečna starost 44,2 let (43,5 pri moških in 45,0 pri ženskah). Naselje ima 135 gospodinjstev, pri čemer je povprečno število članov na gospodinjstvo 3,23.
To naselje je popolnoma srbsko (glede na rezultate popisa iz leta 2002), a v času zadnjih treh popisov je opazno zmanjšanje števila prebivalcev.
|  |

| Demografija | Demografija     | Demografija     |
| Leto        | Št. prebivalcev | Št. prebivalcev |
| ----------- | --------------- | --------------- |
|             |                 |                 |
|             |                 |                 |
|             |                 |                 |
|             |                 |                 |
| 1948        | 827             |                 |
| 1953        | 882             |                 |
| 1961        | 916             |                 |
| 1971        | 846             |                 |
| 1981        | 644             |                 |
| 1991        | 489             | 487             |
| 2002        | 438             | 436             |
|             |                 |                 |

| Etnična sestava po popisu iz leta 2002 | Etnična sestava po popisu iz leta 2002 | Etnična sestava po popisu iz leta 2002 | Etnična sestava po popisu iz leta 2002 | Etnična sestava po popisu iz leta 2002 |
| -------------------------------------- | -------------------------------------- | -------------------------------------- | -------------------------------------- | -------------------------------------- |
| Srbi                                   | Srbi                                   |                                        | 436                                    | 100,0%                                 |
| Neznano                                | Neznano                                |                                        | 0                                      | 0,0%                                   |